# Rodolfo Carlos de Lima
Rodolfo Carlos de Lima, conhecido por Capitão (Regente Feijó, 4 de fevereiro de 1954), é um ex-futebolista e técnico brasileiro.

## Carreira
Aos 16 anos, jogava pelo Palmeirinhas de Regente Feijó. Assinou o seu primeiro contrato em 30 de março de 1970 e iniciou a carreira no Esporte Clube Corinthians de Presidente Prudente. Nesse primeiro ano no Corinthians de Prudente, não teve muitas chances no time principal, que jogava a competição equivalente hoje à Série A-2 do Paulista. Ficou no clube até 1974.
Em 1975, acertou sua transferência para o XV de Piracicaba.
Em 1976, após o vice-campeonato do Paulistão com o XV, Capitão foi emprestado para o Santos, onde não teve a continuidade esperada. Voltou ao XV em 1977, sendo artilheiro do time no primeiro turno do Campeonato Paulista.
No segundo semestre de 1977, o destino foi o Vasco por empréstimo, equipe em que conquistou um título carioca.
Durante a pré-temporada em 78, fez um amistoso contra o Guarani, em que foi muito bem e reforçou o interesse do clube. Atuando como lateral e atacante, Capitão foi Campeão Brasileiro pelo clube em 1978. Foi vendido ao Internacional no início de 1981 por 18 milhões de cruzeiros, mas foi devolvido depois de tudo acertado. Ficou no Guarani até 1982, conquistando a Taça de Prata em 1981.
Ainda em 1982, chegou ao Atlético Paranaense em troca do lateral Zé Mario. Ficou no clube até 1984.
Teve uma rápida passagem pelo Palmeiras, em 1983, onde atuou em 16 partidas como titular (três vitórias, nove empates e quatro derrotas) e teve dois gols marcados.
Também jogou no Coritiba, Pinheiros, Marília e São José, onde parou em 1986.
Entre 1973 até a sua aposentadoria, Capitão marcou 76 gols e as duas maiores artilharias em clubes, foram no Guarani, com 41 e no Clube Atlético Paranaense, com 16 gols.
Trabalhou na base ou como auxiliar em equipes como Guarani, no Oriente Médio, Comercial e times do Nordeste e do Centro-Oeste, até 2016.

## Títulos e conquistas
XV de Piracicaba
- Campeão do Torneio José Ermírio de Moraes: 1975

Vasco da Gama
- Taça Guanabara: 1977
- Campeonato Carioca: 1977

Guarani FC
- Campeão Brasileiro: 1978
- Taça de Prata: 1981[9]

Atlético Paranaense
- Campeonato Paranaense: 1982[10] e 1983